# TwellVホビー天国
『TwellV ホビー天国』（トゥエルビ ホビーてんごく）は、2010年5月1日に、BSデジタル12チャンネル「TwellV」で放送された趣味をテーマとしたテレビ番組である。

## 概要
番組は取り上げる趣味に関係するイベント会場からの生中継で行われ、会場の様子を始め、趣味に関する基礎知識や最新情報などをVTRとゲストを交えて送る。
ホームページ上では計3回の放送を予定していたが、1回目が放送された後の予定は組まれず、番組ホームページも閉鎖されている。
TwellVの独自制作による生放送特別番組はこれが初となる。（TwellV プロ野球中継は球団制作なので除く）

## レギュラー出演者
- 松尾貴史
- 大宮エリー

## 放送履歴
- 第1回　「ペット号」　2010年5月1日　14:00～17:00（再放送：2010年5月8日　14:00～17:00）
  - 中継会場：幕張メッセ「ペット博覧会2010」
- 第2回「未定」
  - 中継会場：未定
- 第3回「未定」
  - 中継会場：未定